# Léo, l’enfant sourd, tome 2
 (juillet 2025).
Motif : Aucune source secondaire ne démontre l'admissibilité de cet ouvrage
- Archive Wikiwix
- Bing
- Cairn
- DuckDuckGo
- E. Universalis
- Gallica
- Google
- G. Books
- G. News
- G. Scholar
- Persée
- Qwant
- (zh) Baidu
- (ru) Yandex
- (wd) trouver des œuvres sur Wikidata

| 1. | Préciser le motif de la pose du bandeau. | Précisez le motif de la pose du bandeau en utilisant la syntaxe suivante : {{admissibilité à vérifier\|date=juillet 2025\|motif=remplacez ce texte par le motif}}                                |
| 2. | Informer les utilisateurs concernés.     | Pensez à avertir le créateur de l'article, par exemple, en insérant le code ci-dessous sur sa page de discussion : {{subst:avertissement admissibilité à vérifier\|Léo, l’enfant sourd, tome 2}} |

Léo, l’enfant sourd, tome 2 est la deuxième histoire de la série de Léo créée par le dessinateur Yves Lapalu et Michel Garnier pour le lettrage, éditée en album cartonné en 2002 par les Éditions du Fox.

## Descriptions

### Personnages
- Léo

## Publications

### Album
- 2 Léo, l’enfant sourd, tome 2, Éditions du Fox,  (ISBN 978-2918749080), 2002
Scénario : Yves Lapalu - Dessin : Yves Lapalu et Michel Garnier - Couleurs : Xavier Boileau